# Capillipedium kuoi
Capillipedium kuoi är en gräsart som beskrevs av Lian Bing Cai. Capillipedium kuoi ingår i släktet Capillipedium och familjen gräs. Inga underarter finns listade i Catalogue of Life.